# Synetocephalus adenostomatus
Synetocephalus adenostomatus es una especie de insecto coleóptero de la familia Chrysomelidae.
Fue descrita científicamente en 1942 por White.